# Япи-Япо, Жиль
Жиль Дона́льд Япи́-Япо́ (фр. Gilles Donald Yapi Yapo; род. 30 января 1982[…], Абиджан) — ивуариский футболист, полузащитник. Участник 3 розыгрышей Кубка африканских наций и чемпионата мира 2006. Главный тренер клуба «Олд Бойз».

## Карьера

### Клубная
Япи-Япо — воспитанник «Беверена». Там он играл 3 года, с 2001 по 2004. Позже его пригласили в «Нант», где Жиль отыграл на 2 года. После Чемпионата мира в 2006 он подписывает контракт с бернским клубом «Янг Бойз», где он играл до 2010 года. За это время Япи-Япо провел 131 матч и забил 15 мячей. А уже в 2010 он подписал контракт с «Базелем» сроком на три года. В конце сезона 2012/13 покинул «Базель» в статусе свободного агента. Через несколько недель подписал контракт с клубом из ОАЭ
«Дубай».
Летом 2014 года был на просмотре в «Арау». 22 июня подписал контракт с «Цюрихом» на один сезон.
В декабре 2014 года в результате столкновения с полузащитником «Арау» Сандро Визером получил ряд сложных травм.

### В сборной
Жиль Япи-Япо является опытнейшим игроком сборной Кот-д’Ивуара. Играет он в ней с 2000 года. За это время он поиграл в её составе на Кубке африканских наций в 2002, 2006 и 2010 годах, а также на чемпионате мира 2006 года, проходившем в Германии.

## Достижения
Базель
- Чемпион Швейцарии: 2011, 2012, 2013
- Обладатель кубка Швейцарии: 2012
- Кубок Часов: 2011

Цюрих
- Обладатель кубка Швейцарии: 2016